# Qué quieres que te diga
¿Qué quieres que te diga? fue un programa de actualidad producido por Plural Entertainment y emitido en Cuatro. Se estrenó el 25 de julio de 2011 a las 18:00 horas y en menos de un mes, el 19 de agosto de 2011, fue cancelado por baja audiencia. El programa estuvo basado en una serie de reportajes de actualidad y los reporteros retransmitían en vivo y en directo lo que ocurría a diario.

## Historia
Este espacio, nació de la mano de Plural Entertainment -encargado de producir el programa- para las tardes de Cuatro. En referente al extinto España Directo, ¿Qué quieres que te diga? relevó al formato de Callejeros Viajeros en las tardes de Cuatro después de No le digas a mamá que trabajo en la tele y antes de Allá tú. Como rival principal, tuvo que hacer frente al nuevo Tarde Directo, de La Sexta, que se emitía en la misma franja horaria.
A través de una sección específica, ¿Qué quieres que te diga? otorgó la posibilidad a los desempleados de ofrecer sus servicios a las empresas que estuviesen interesadas en contratarlos y brindar a estas la oportunidad de publicar sus ofertas de empleo.

## Secciones
- El rincón perfecto: personajes conocidos mostraban en exclusiva los lugares que eligen para disfrutar los días de descanso.
- Los momentazos de la tele
- Elena Tablada
- Fuera de juego
- El rincón de...: varias personas mostraban su recorrido preferido a través de esta sección.
- Díselo a la cara: varias personas se besaban a caras de famosos como si fueran las reporteras ellas.
- Miss verano: se trataba de un certamen en el que eligía los ganadores en la web de Miss o Mister Piscina.
- Test embarazoso

## Equipo técnico
- Quico Taronjí: Fue el encargado de recorrer el país en busca de los lugares más curiosos, las aventuras más impactantes y las historias más peculiares.

- Lara Álvarez: Reveló la faceta más personal de deportistas de primer nivel a través de reportajes en el que mostraron cómo era su día a día.

- Gema Fernández: Se encargaba de acercar a los espectadores la actualidad que afectaba directamente a los ciudadanos.

- Marina Palmero: Se “coló” en las fiestas y eventos más exclusivos, donde entrevistaba a sus asistentes y acercó a los espectadores todos los detalles.

- Irene Moreno: Se encargaba de recuperar las imágenes a través de la sección “Los momentos de la tele”. Además, recorrió las calles en busca de viandantes dispuestos a recrearlos.

## Reporteros
- Xavier Ortells, (ubicación: Cataluña)
- Ricard Chicot, (ubicación: Comunidad Valenciana)
- Antonio Montero, (ubicación: Andalucía)

## Audiencias
| Media semanal – Qué quieres que te diga | Media semanal – Qué quieres que te diga | Media semanal – Qué quieres que te diga | Media semanal – Qué quieres que te diga |
| Programa(s)                             | Emisión                                 | Espectadores                            | Cuota                                   |
| --------------------------------------- | --------------------------------------- | --------------------------------------- | --------------------------------------- |
| 1 - 5                                   | Semana 1: 25 a 29 de julio              | 223.000                                 | 2,7%                                    |
| 6 - 10                                  | Semana 2: 1 a 5 de agosto               | 237.000                                 | 2,5%                                    |
| 11 - 15                                 | Semana 3: 8 a 12 de agosto              | 172.000                                 | 1,9%                                    |
| 16 - 19                                 | Semana 4: 16 a 19 de agosto             | 172.000                                 | 1,8%                                    |
| 19                                      | 25 de julio al 19 de agosto de 2011     | 201.000                                 | 2,2%                                    |

- Miércoles, 27 de julio de 2011: 237.000 espectadores y 2,9% de share (récord)
- Viernes, 12 de agosto de 2011: 126.000 espectadores y 1,5% de share (mínimo)